# Larunda
Larundaeste un gen de molii din familia Sphingidae. Conține o singură specie, Larunda molitor, care este întâlnită în savanele deschise și zonele aride din Africa tropicală.
Anvergura este de 80–93 mm.